# Dél-Afrika főkormányzója
A Dél-afrikai Unió főkormányzója (afrikaans nyelven: Goewerneur-generaal van Unie van Suid-Afrika, hollandul: Goeverneur-generaal van de Unie van Zuid-Afrika) 1910. május 31. és 1961. május 31. között a Dél-afrikai Unió legrangosabb állami tisztviselője volt. A Dél-afrikai Uniót mint a Brit Birodalom önkormányzó domíniumát 1910-ben alapították, ezzel egy időben létrehozván a főkormányzói posztot, melynek hatás- és feladatköre az uralkodó helyi képviselete volt. Amikor az ország ötvenegy évvel később köztársasággá kiáltatta ki magát, megszakadt a történelmi kapcsolat a brit monarchiával, a főkormányzói tisztséget pedig megszüntették.
A tisztség első viselői a brit főnemesi családok tagjai voltak. 1943-ban került először sor arra, hogy afrikáner tölthette be ezt a pozíciót.
A tisztséget egy 1909. évi törvény hozta létre. Bár a főkormányzó névlegesen az ország legfőbb végrehajtója volt, a gyakorlatban az egyezmény értelmében a miniszterelnök és a dél-afrikai kabinet tanácsa alapján kellett eljárnia.

## A főkormányzók listája
| # | Kép | Név (született–elhunyt)              | Terminus            | Terminus            | Uralkodó                 |
| # | Kép | Név (született–elhunyt)              | Kezdete             | Vége                | Uralkodó                 |
| - | --- | ------------------------------------ | ------------------- | ------------------- | ------------------------ |
| 1 |     | Herbert John Gladstone (1854–1930)   | 1910. május 31.     | 1914. szeptember 8. | V. György (1910–1936)    |
| 2 |     | Sydney Charles Buxton (1853–1934)    | 1914. szeptember 8. | 1920. november 17.  | V. György (1910–1936)    |
| 3 |     | Artúr Connaught-i herceg (1883–1938) | 1920. november 17.  | 1924. január 21.    | V. György (1910–1936)    |
| 4 |     | Alexander Cambridge (1874–1957)      | 1924. január 21.    | 1931. január 26.    | V. György (1910–1936)    |
| 5 |     | George Villiers (1877–1955)          | 1931. január 26.    | 1937. április 5.    | V. György (1910–1936)    |
| 6 |     | Sir Patrick Duncan (1870–1943)       | 1937. április 5.    | 1943. július 17.    | VI. György (1936–1952)   |
| — |     | Nicolaas Jacobus de Wet (1873–1960)  | 1943. július 17.    | 1946. január 1.     | VI. György (1936–1952)   |
| 7 |     | Gideon Brand van Zyl (1873–1956)     | 1946. január 1.     | 1951. január 1.     | VI. György (1936–1952)   |
| 8 |     | Ernest George Jansen (1881–1959)     | 1951. január 1.     | 1959. november 26.  | VI. György (1936–1952)   |
| — |     | Lucas Cornelius Steyn (1903–1976)    | 1959. november 26.  | 1959. december 11.  | II. Erzsébet (1952–1961) |
| 9 |     | Charles Robberts Swart (1894–1982)   | 1959. december 11.  | 1961. április 30.   | II. Erzsébet (1952–1961) |
| — |     | Lucas Cornelius Steyn (1903–1976)    | 1961. április 30.   | 1961. május 31.     | II. Erzsébet (1952–1961) |

## Fordítás
Ez a szócikk részben vagy egészben  a   Governor-General of South Africa című angol Wikipédia-szócikk ezen változatának fordításán alapul.  Az eredeti cikk szerkesztőit annak laptörténete sorolja fel. Ez a jelzés csupán a megfogalmazás eredetét és a szerzői jogokat jelzi, nem szolgál a cikkben szereplő információk forrásmegjelöléseként.